# 787 Seventh Avenue
Le 787 Seventh Avenue, précédemment Equitable Center, puis Axa Equitable Center, est un gratte-ciel de New York. Il mesure 229 mètres et comporte 54 étages. Sa construction remonte à 1986. 
Le gratte-ciel abrite le siège de la filiale nord-américaine du groupe bancaire français BNP Paribas.
Une fresque du peintre pop art Roy Lichtenstein intitulée Mural with Blue Brushstroke et datant de 1986, année de la construction de l'immeuble, est exposée dans l'atrium de l'immeuble.
Le propriétaire est la société californienne CalPERS.

## Accidents
Le 10 juin 2019, un hélicoptère s'écrase sur le toit du bâtiment,, le pilote, seul occupant, décède dans l'accident,,.  